# Abdel Khaliq Mahgoub
Abdel Khaliq Mahgoub ( arabe : عبد الخالق محجوب   ) né à Omdurman le 23 septembre 1927  et mort à Khartoum le 28 juillet 1971, est un homme politique communiste soudanais secrétaire général du Parti communiste soudanais jusqu'à sa mort par exécution à Khartoum sous le régime de Gaafar Nimeiry. Après son exécution, Muhammad Ibrahim Nugud est devenu le chef du parti .

## Tentative de coup d'État de 1971
Mahgoub s'est opposé à la tentative de coup d'État de 1971 menée par Hashem al Atta le 19 juillet 1971. Atta a pu prendre le pouvoir pendant une période de trois jours avant que Nimeiry ne reprenne le pouvoir. Nimeiry a accusé le SCP d'avoir orchestré le coup d'État en raison de l'implication d'un certain nombre d'officiers militaires du parti communiste. Nimeiry a ordonné l'exécution d'un grand nombre de dirigeants du parti SCP.
Abdel Khaliq Mahgoub a refusé de fuir le pays, malgré une offre d'asile de l'ambassade d'Allemagne de l'Est, déclarant que son devoir est de sensibiliser les masses et l'établissement de la démocratie au Soudan, ce qu'il ne serait pas en mesure de faire depuis l'exil. Après s'être caché pendant quatre jours, Mahgoub s'est rendu dans le but d'arrêter les exécutions de communistes. À la suite d'un procès, Mahgoub a été condamné à l'exécution.

## Exécution
Abdel Khaliq Mahgoub a été exécuté aux petites heures du matin du mercredi 28 juillet 1971 par pendaison à la prison de Kobar. Après sa mort, le Parti communiste soudanais n'a plus joui de l'influence qu'il avait auparavant.

## Publications
- Nouveaux horizons (1956)
- Défense devant les tribunaux militaires (1966)
- Rectifier les torts dans le travail parmi les masses: rapport présenté au Comité central du Parti communiste soudanais (1963)
- Écoles socialistes en Afrique (1966)
- Le marxisme et les caprices de la révolution soudanaise (1967)
- Marxisme et linguistique (nd )
- La littérature à l'ère des sciences (1967)
- Au programme (1971)
- la vie d'Omer Abdel Khalig Mahgoub (1989)